# Katarzyna Kuzniak
Katarzyna Kuzniak (1º agosto 1983) è una schermitrice polacca.

## Biografia
Ai campionati europei di scherma ha conquistato una medaglia di bronzo nella gara di sciabola individuale a Coblenza nel 2001.

## Palmarès
In carriera ha conseguito i seguenti risultati:
- Europei di scherma

Coblenza 2001: bronzo nella sciabola a squadre.